# Golovinomyces salviae
Espèce
Golovinomyces salviae est une espèce de champignons de la famille des Erysiphaceae.

## Description
Golovinomyces salviae a un mycélium hypophylleux ou amphigène, bien visible, provoquant parfois des taches rouges sur le dessus. L'appressorium est en forme de mamelon, parfois un peu lobé. Les conidies forment des chaînes courtes. La cellule du pied du conidiophore mesure de 30 à 100 µm de long, pratiquement droite. Les cléistothèces ont de 5 à 13 asques qui contiennent 2 spores. Les appendices sont nombreux, mycélioïdes, cloisonnés, plus ou moins bruns, ont le même diamètre du cléistothèce, sont attachés à la moitié inférieure du cléistothèce.

## Parasitisme
Golovinomyces salviae a pour plante hôte Salvia coccinea (es), Salvia farinacea, Salvia glutinosa, Salvia jurisicii (en), Salvia nemorosa, Salvia nutans, Salvia pratensis, Salvia tomentosa (id), Salvia transsylvanica, Salvia verbenaca, Salvia verticillata, Salvia virgata (en), Salvia viridis (en).